# Wereldkampioenschap oriëntatielopen voor masters 2007
Het Masters Wereldkampioenschap Oriëntatielopen 2007 zijn de veteranen wereldkampioenschappen oriëntatielopen die gehouden zijn in 2007. Deze versie van de Masters Wereldkampioenschap Oriëntatielopen werd gehouden in gaststad Kuusamo in Finland.

## Mannen
| Categorie | Goud                   | Zilver                | Brons               |
| --------- | ---------------------- | --------------------- | ------------------- |
| M35       | FIN Janne Salmi        | RUS Igor Gorbatenkov  | FIN Sören Nymalm    |
| M40       | FIN Timo Karppinen     | FIN Keijo Parkkinen   | FIN Seppo Mäkinen   |
| M45       | FIN Ari Kattainen      | FIN Ilkka Peltola     | FIN Juha Tuomisto   |
| M50       | FIN Jukka-Pekka Rantio | FIN Jorma Nissilä     | FIN Pekka Fincke    |
| M55       | FIN Tapio Peippo       | FIN Taisto Kemppainen | NOR Jan Solli       |
| M60       | FIN Veikko Loukonen    | FIN Paavo Inkinen     | FIN Timo Harju      |
| M65       | SWE Björn Linnersjö    | SWE Anders Buhré      | FIN Yrjö Nikkinen   |
| M70       | SWE Rune Carlsson      | FIN Reijo Lehkonen    | FIN Pertti Salminen |
| M75       | FIN Mauri Rantala      | FIN Eero Liski        | FIN Ville Asikainen |
| M80       | FIN Arvo Majoinen      | FIN Tauno Fincke      | SWE Rune Isaksson   |
| M85       | FIN Vilho Himanen      | NOR Martin Dreng      | FIN Eero Tuuteri    |
| M90       | FIN Erkki Luntamo      |                       |                     |

## Vrouwen
| Categorie | Goud                                 | Zilver                       | Brons                  |
| --------- | ------------------------------------ | ---------------------------- | ---------------------- |
| W35       | SUI Vroni König-Salmi                | POL Anna Gornicka-Antonowicz | FIN Sanna Nymalm       |
| W40       | FIN Teresa Kollanen                  | FIN Annamari Vierikko        | FIN Elina Raijas       |
| W45       | FIN Sirkka Oikarinen                 | EST Marje Viirmann           | FIN Kirsi Kihlström    |
| W50       | GBR Liz Campbell                     | FIN Hennariikka Lonka        | NOR Kari Natvig        |
| W55       | RUS Irina Stepanova                  | FIN Irmeli Laine             | FIN Maarit Juura       |
| W60       | FIN Maija Verha                      | LAT Maira Liepa              | FIN Eila Palomäki      |
| W65       | NOR Torid Kvaal SWE Birgitta Thunell |                              | FIN Pirkko Tahvanainen |
| W70       | NOR Ingrid Roll                      | NOR Unni Bohlerengen         | NOR Inger E. Vamnes    |
| W75       | FIN Raila Sinkkilä                   | FIN Leena Ikkala             | FIN Gunnel Snellman    |
| W80       | FIN Sole Nieminen                    | SWE Elvy Fredin              | SWE Karin Rehn         |
| W85       | NOR Lillian Røss                     |                              |                        |

## Medaillespiegel
| Plaats | Land        | Goud | Zilver | Brons | Totaal |
| ------ | ----------- | ---- | ------ | ----- | ------ |
| 1      | FIN         | 15   | 12     | 16    | 43     |
| 2      | SWE         | 3    | 2      | 2     | 7      |
| 3      | NOR         | 2    | 2      | 3     | 7      |
| 4      | RUS         | 1    | 1      | 0     | 2      |
| 5      | GBR SUI     | 1    | 0      | 0     | 1      |
| 7      | EST LAT POL | 0    | 1      | 0     | 1      |